# Los orígenes e historia de la conciencia
Los orígenes e historia de la conciencia (en alemán Ursprungsgeschichte des Bewusstseins) es una obra de 1949 del psicólogo israelí Erich Neumann. Ha sido descrita como "perspectiva junguiana en su forma más culta" por Camille Paglia, y "la contribución más duradera de Neumann al pensamiento junguiano", junto a su obra La Gran Madre, por Robert H. Hopcke.

## Sinopsis
Los orígenes e historia de la conciencia traza las etapas en el desarrollo de la conciencia humana desde la inconsciencia, un proceso representado mitológicamente por el surgimiento del yo del "uróboros", una condición primordial de inconsciencia autónoma simbolizada por el círculo de una serpiente que devora su propia cola.
La conclusión de Neumann, basada en el estudio de los mitos de la creación de todo el mundo y su experiencia clínica, es que a medida que el yo consciente se diferencia del inconsciente urobórico, el yo comienza a experimentar esta inconsciencia primordial tanto como el origen vivificante de su existencia como una amenaza a su autonomía recién adquirida.
Esta experiencia ambivalente adopta a menudo la forma de la Gran Madre, que otorga toda la vida y también sostiene la vida y la muerte, existencia e inexistencia, en sus poderosas manos. Para que se produzca una verdadera autonomía, el dominio de la Gran Madre debe ser socavado.